# Природна добра Републике Српске
Заштићена природна добра у Републици Српској, према Закону о заштити природе, чине: заштићена подручја, заштићене врсте и заштићени минерали и фосили.
Република Српска има 26 заштићених подручја и површина под заштитом износи 32.106,80 хектара, што је процентуални удио од 1,3% територије Републике Српске. Заштићена су: два резервата природе (категорија Iа), три национална парка (категорија II), 14 споменика природе (категорија III), два заштићена станишта (категорија IV), два парка природе (категорија V) и три подручја са одрживим коришћењем природних ресурса (категорија VI). Законом о заштити природе прописано је 7 категорија заштићених подручја усклађених са категоризацијом IUCN.
Строго заштићене и заштићене дивље врсте, утврђене су Уредбом о строго заштићеним и заштићеним дивљим врстама („Службени гласник РС“ бр. 65/20). Овом Уредбом, заштићено је укупно 1438 врста биљака, животиња и гљива. На прилогу 1 којом су издвојене строго заштићене врсте налази се 730 врста, од чега су 294 биљне врсте, 7 врста гљива, 1 врста пијавице, 4 врсте пужева, 4 врста ракова, 13 врста инсеката, 31 врста риба, 9 врста водоземаца, 10 врста гмизаваца, 314 врста птица и 43 врсте сисара. На прилогу 2 Уредбе налази се 708 заштићених врста од чега је 603 биљних врста, 11 врста гљива, 1 пуж, 5 инсеката, 20 врста риба, 4 врсте водоземца, 10 врста гмизаваца, 30 врста птица и 24 врсте сисара.
Република Српска још увијек нема ниједан заштићен минерал и фосил.
У просторном плану за период 2015—2025. године предложено је стављање под заштиту 15 до 20% територије Републике Српске, односно заштиту око 300 подручја.

## Категорије заштићених подручја
Законом о заштити природе прописано је 7 категорија заштићених подручја.
|   | КАТЕГОРИЈА                                                  | КАТЕГОРИЈА |
| - | ----------------------------------------------------------- | ---------- |
| 1 | строги резерват природе                                     |            |
| 2 | посебни резерват природе                                    |            |
| 3 | национални парк                                             |            |
| 4 | споменик природе                                            |            |
| 5 | заштићено станиште                                          |            |
| 6 | заштићени пејзаж                                            |            |
| 7 | заштићено подручје са одрживим коришћењем природних ресурса |            |

## Предлози за проширење листе заштићених подручја
Према класификацији и предлогу Републичког завода за заштиту културно-историјског и природног наслеђа Републике Српске до 2025. године планира се заштита око 300 подручја, и то:
- 6 посебних резервата природе
- 8 националних паркова
- 187 споменика природе
- 41 подручја управљања стаништем
- 18 заштићених природних пејзажа
- 42 парка природе
- 18 парк шума
- 1 подручја обликоване природе

Једно подручје (мочварни комплекс Бардача — 3.500 ха) уписано је у листу Рамсарских подручја и IBA листу (Important Bird Areas). Поред Националних паркова Козара и Сутјеска, који су чланови EUROPARC федерације, ниједно природно добро Републике Српске није уписано у Светску листу заштићеног природног и културног наслеђа (UNESCO), нити у МАБ листу („Човек и биосфера“). У току 2013. се радило на припреми предлога EMERALD подручја кроз пројекат „Подршка имплементацији спровођења Директиве о птицама и Директиве о стаништима“ који је финансирала Европска Комисија. У оквиру IUCN пројекта „Заштита биодиверзитета поплавних низија ријеке Саве“ издвојено је и 12 IUCN подручја за очување биодиверзитета реке Саве.